# Arcoppia
Arcoppia är ett släkte av kvalster. Arcoppia ingår i familjen Oppiidae.

## Dottertaxa tillArcoppia, i alfabetisk ordning[1]
- Arcoppia aequivoca
- Arcoppia arcualis
- Arcoppia bacilligera
- Arcoppia bidentata
- Arcoppia bifilis
- Arcoppia biflagellata
- Arcoppia brachyramosa
- Arcoppia campinaranensis
- Arcoppia corniculifera
- Arcoppia cronus
- Arcoppia cryptomeriae
- Arcoppia curtipila
- Arcoppia curvirostrata
- Arcoppia dechambrierorum
- Arcoppia dissimilis
- Arcoppia dissimiloides
- Arcoppia fenestralis
- Arcoppia flagellata
- Arcoppia grucheti
- Arcoppia guineana
- Arcoppia hammerae
- Arcoppia inaequirostris
- Arcoppia incerta
- Arcoppia indica
- Arcoppia interrupta
- Arcoppia kaindicola
- Arcoppia longisetosa
- Arcoppia mahunkai
- Arcoppia mcadami
- Arcoppia meghalayensis
- Arcoppia montana
- Arcoppia obtusa
- Arcoppia palmaria
- Arcoppia perezinigoi
- Arcoppia perisi
- Arcoppia piffli
- Arcoppia porifera
- Arcoppia praearcuata
- Arcoppia radiata
- Arcoppia rangifer
- Arcoppia robusta
- Arcoppia robustia
- Arcoppia rotunda
- Arcoppia rugosa
- Arcoppia sambhui
- Arcoppia secata
- Arcoppia semicostulata
- Arcoppia serrulata
- Arcoppia teraja
- Arcoppia tripartita
- Arcoppia tripuraensis
- Arcoppia triramosa
- Arcoppia tuberosa
- Arcoppia varia
- Arcoppia waterhousei
- Arcoppia viperea
- Arcoppia vittata